# دیمیتار بایداکوف
دیمیتار بایداکوف (بلغاری: Димитър Байдаков؛ زادهٔ ۱۵ فوریهٔ ۱۹۹۳) بازیکن فوتبال اهل بلغارستان است.